# Иванёво
Иванёво   — деревня  в  Смоленской области России,  в Ельнинском районе. Население — 8 жителей (2007 год)   Расположена в юго-восточной части области в 4  км к юго-западу от города Ельня, в 2 км южнее автодороги Р96 Новоалександровский(А101)- Спас-Деменск — Ельня — Починок, в 5 км к западу от автодороги Р137 Сафоново — Рославль. В 5 км севернее деревни железнодорожная станция Дёмщино на линии Смоленск — Сухиничи. Входит в состав Леонидовского сельского поселения.

## История
В годы Великой Отечественной войны деревня была местом ожесточённых боёв и дважды была оккупирована гитлеровскими войсками. 1-й раз в июле 1941 года (освобождена в ходе Ельнинской операции), 2-й раз в октябре 1941 года (освобождена в ходе Ельнинско-Дорогобужской операции в 1943 году).

## Экономика
Шараповская муниципальная основная общеобразовательная школа .

## Достопримечательности
- Обелиск в честь погибших летчиц: Л.М. Губиной, А. Язовской, Е.П. Поломаревой из полка М. Расковой.
- Обелиск в честь учительницы-партизанки Л.И. Лызловой, погибшей в тылу врага в 1942 г.[4]